# Najib Ammari
Najib Ammari (født 10. april 1992 i Marseille, Frankrig) er en fransk fodboldspiller med rødder fra Algeriet, som spiller for Rizespor i Tyrkiet.

## Karriere
Najib skrev under på sin første professionelle kontrakt i juli 2012 med Marseille. Han spillede for klubben også som ynglingespiller, og spillede i et år på klubbens første senior i et år, hvor han det meste af tiden var udlejet til FC Rouen.
I 2014 skiftede han til bulgarske Chernomorets Burgas hvor han spillede i et år, hvor han scorede syv mål i 21 kampe. Den 18. februar 2014 skiftede han til CFR Cluj. Han spillede fem kampe for klubben, inden han den 1. juli 2014 skiftede til tyrkiske Rizespor.

### Landshold
Ammari har spillet to kampe for Algeriets U17 landshold. Han spiller derudover for landets U23 landshold.